# Ànima (armes de foc)

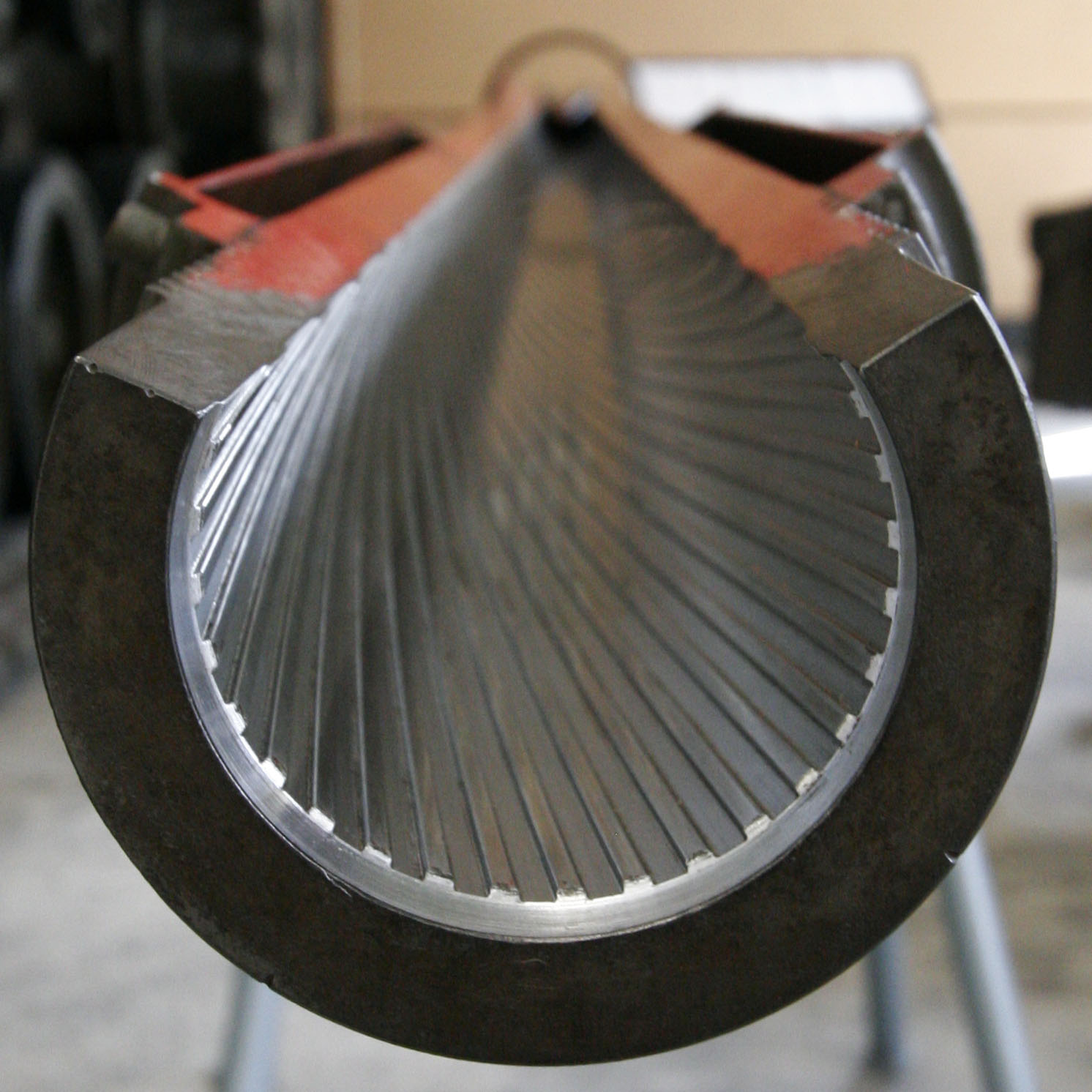
Ànima estriada del canó de tanc de 105 mm de calibre, el Royal Ordnance L7.

En l'àmbit de les armes de foc l'ànima es refereix a la part interior del canó, que està en contacte amb el projectil quan és disparat. Això és aplicable tant a armes portàtils com a grans peces d'artilleria.
Es distingeixen dos tipus principals d'ànima:
- Ànima estriada o ratllada: que té un conjunt de solcs o estries helicoïdals que recorren tota la longitud interior del canó, causant un efecte de rotació al projectil.[1] Aquesta rotació estabilitza el projectil, permetent una major precisió i abast. És propi de quasi totes les armes de foc que utilitzen cartutxs (fusells, pistoles, metralladores, etc.) així com les peces d'artilleria més usuals.
- Ànima llisa: amb superfície interior uniforme, sense cap tipus d'estriatge.[1] És utilitzat per exemples en les escopetes i en els morters[2] (armes d'artilleria de tir indirecte). Històricament també era utilitzat en les armes de foc antigues com els primers canons o els fusells de pedrenyal.